# Dương Chấn Ninh
Dương Chấn Ninh, hay Chen-Ning Yang (giản thể: 杨振宁; phồn thể: 楊振寧; bính âm: Yáng Zhènníng; phát âm Quan thoại: [yang Zhènníng]; sinh 1 tháng 10, 1922), là một nhà vật lý người Mỹ sinh ở Trung Quốc nghiên cứu về lĩnh vực cơ học thống kê và vật lý hạt. Ông cùng với Lý Chính Đạo đã nhận Giải Nobel Vật lý năm 1957 cho công trình của họ đặc tính không bảo toàn tính chẵn lẻ trong tương tác yếu.
Trong một thời gian dài trước thập niên 1950, các nhà vật lý đã giả sử rằng trong tự nhiên tồn tại một số dạng đối xứng đặc trưng cơ bản. Theo nghĩa của "thế giới trong gương soi" phía trái và phía phải đổi vị trí cho nhau và vật chất được thay bằng phản vật chất, họ cho rằng các định luật vật lý không thay đổi khi áp dụng cho thế giới này. Tính cân bằng của các định luật vật lý bị đặt nghi vấn cho trường hợp ở một số phản ứng phân rã của một số hạt cơ bản, khi vào năm 1956 Dương Chấn Ninh và Lý Chính Đạo công bố lý thuyết về định luật đối xứng trái-phải bị vi phạm trong tương tác yếu. Thí nghiệm đo hướng chuyển động của các electron ở phản ứng phân rã beta của đồng vị coban đã xác nhận lý thuyết này.

### Dẫn chứng
1. 1 2  Bing-An Li, Yuefan Deng. “Biography of C.N. Yang” (PDF). Truy cập ngày 11 tháng 9 năm 2007. His birth date was erroneously recorded as ngày 22 tháng 9 năm 1922 in his 1945 passport. He has since used this incorrect date on all subsequent official documents.
2. ↑  “The Nobel Prize in Physics 1957”. The Nobel Foundation. Truy cập ngày 1 tháng 11 năm 2014.
3. ↑  “Chen Ning Yang - Facts”. The Nobel Foundation. Truy cập ngày 11 tháng 10 năm 2016.

### Các bài báo tiêu biểu
- Yang, C.N. (1952) [1952]. Special problems of statistical mechanics. Seattle, WA: University of Washington Press. ASIN B0007FZHH4.
- Lee, T. D. and C. N. Yang. "Elementary Particles and Weak Interactions", Brookhaven National Laboratory (BNL), United States Department of Energy (through predecessor agency the Atomic Energy Commission), (1957).
- Yang, C. N. "The Many Body Problem. Physics Monographs No. 6," Rio de Janeiro. Centro Brasileiro de Pesquisas Fisicas, (1960).
- Yang, C.N. (1963) [1961]. Elementary Particles: A Short History of Some Discoveries in Atomic Physics. Princeton: Princeton University Press. ASIN B000E1CBGG.
- Yang, C. N. "Mathematical Deductions from Some Rules Concerning High-Energy Total Cross Sections," Brookhaven National Laboratory (BNL), United States Department of Energy (through predecessor agency the Atomic Energy Commission), (1962).
- Yang, C. N. "Symmetry Principles In Physics. Brookhaven Lecture Series Number 50," Brookhaven National Laboratory (BNL), United States Department of Energy (through predecessor agency the Atomic Energy Commission), (ngày 13 tháng 10 năm 1965).
- Yang, C.N. (1983) [1983]. Selected papers 1945-1980, with commentary (Chen Ning Yang). San Francisco: W.H. Freeman. ISBN 0-7167-1406-X.
- “C.N. Yang Institute for Theoretical Physics (YITP)”. Truy cập ngày 5 tháng 1 năm 2008.
- Sutherland, Bill (2004), Beautiful Models, World Scientific Publishing Company, ISBN 978-981-238-859-9
- Yang, C.N. (1983), Selected Papers 1945-1980, With Commentary, W.H. Freeman & Company, ISBN 978-0-7167-1406-4